# Dunbaria thorelii
Dunbaria thorelii är en ärtväxtart som beskrevs av François Gagnepain. Dunbaria thorelii ingår i släktet Dunbaria och familjen ärtväxter. Inga underarter finns listade i Catalogue of Life.